# Пьеве-Эмануэле
Пьеве-Эмануэле (итал. Pieve Emanuele) — город в Италии, в провинции Милан области Ломбардия.
Население составляет 16 596 человек, плотность населения составляет 1277 чел./км². Занимает площадь 13 км². Почтовый индекс — 20090. Телефонный код — 02.
Покровителем коммуны почитается святой Александр, празднование в последний понедельник сентября.

## Города-побратимы
- Аттард, Мальта
- Зимнича, Румыния